# Râul Moscova

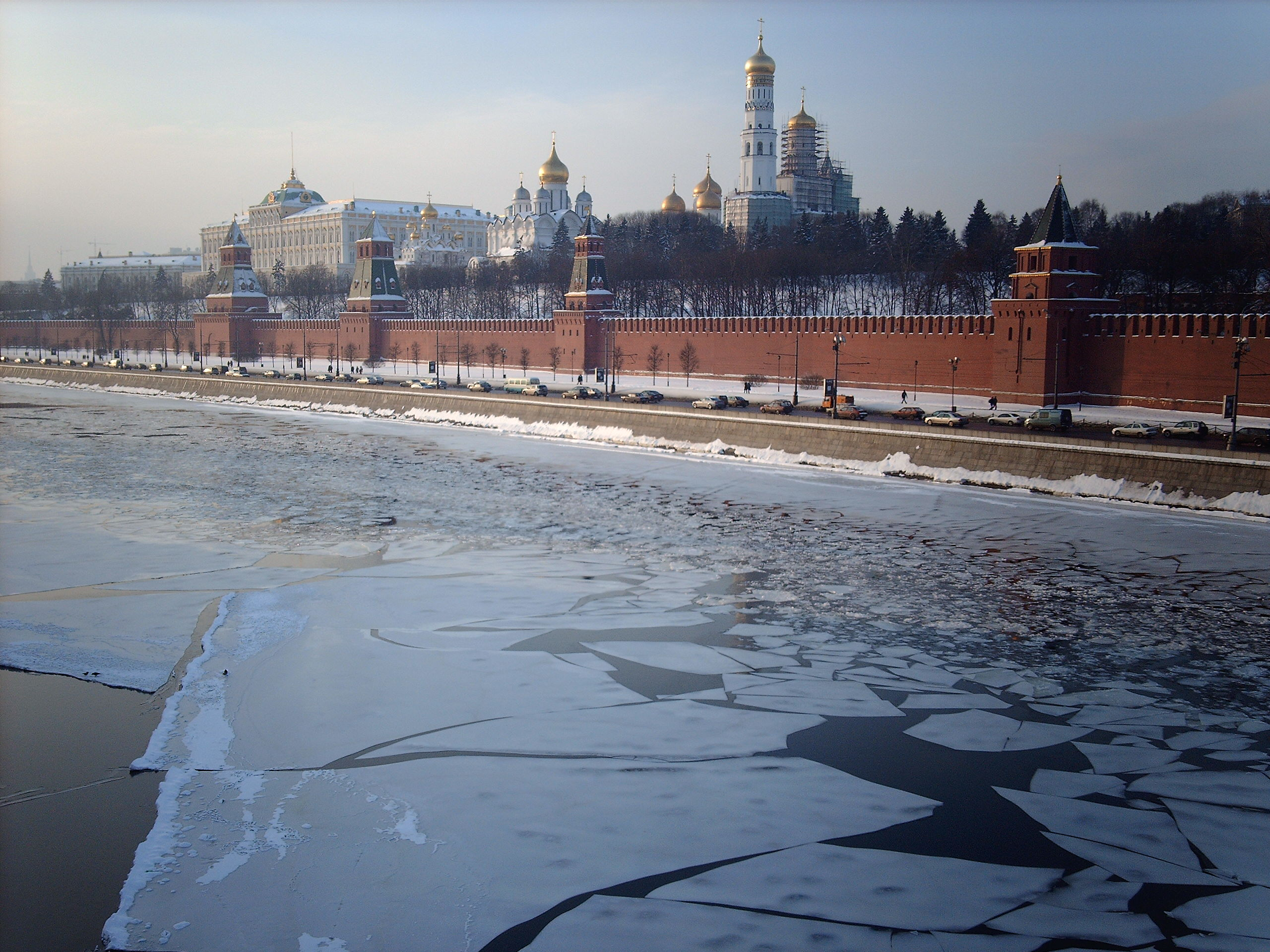
Râul Moscova înghețat; pe mal se află Kremlinul

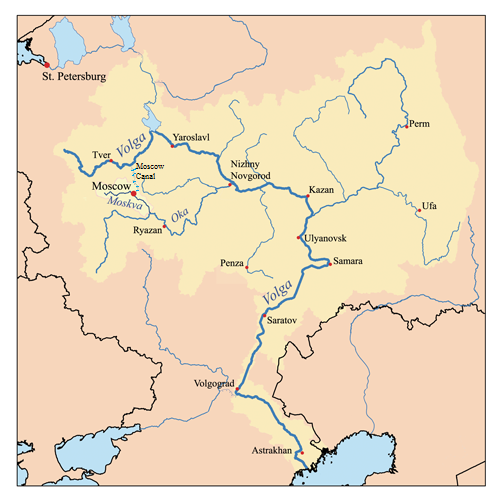
Bazin hidrografic

Râul Moscova (în rusă Москва) este un afluent al râului Oka, cu o lungime de 502 km.

## Cursul apei
Râul aparține de bazinul hidrografic al fluviului Volga, izvorăște din masivul Smolensk (ce atinge numai 320 m înălțime) curgând prin regiunea Smolensk în direcția nord-vest, schimbând direcția cursului spre nord-est apoi spre est, traversează lacul de acumulare Moshaik și o serie de orașe după care ajunge în capitala Rusiei, Moscova. Traversează capitala în direcția nord-vest, sud-est făcând numeroase meandre, în dreptul Kremlinului se află câteva insule, parcul Gorki, la 120 km de Moscova se varsă lângă Kolomna în râul Oka. Debitul mediu anual este de 970 m3/sec.

## Navigația
Albia râului Moscova este curățată pentru navigație are mai multe porturi, fiind navigabilă 126 km din anul 1937, având un canal de legătură cu Volga.
1. 1 2  MIeSBE / Moskva-reka[*] Verificați valoarea |titlelink= (ajutor)